# Воробьёв, Лев Васильевич
Ле́в Васи́льевич Воробьёв (24 февраля 1931, Боровичи, Ленинградская область (ныне — Новгородская), РСФСР — 12 мая 2010, Монино, Московская область, РФ) — советский космонавт-испытатель, 2-й набор ВВС. Опыта космических полётов не имел.

## Биография

### Деятельность до зачисления в отряд космонавтов
Родители умерли, когда он был маленьким (отец — когда ему было 4,5, мать — когда было 6 лет). Старший брат, военный лётчик (летал на «Ил-2», погиб на фронте в 1943 году, рос с тремя старшими сёстрами.
- В 1946 году закончил седьмой класс средней школы № 14 в г. Боровичи. В том же году поступил в Киевскую среднюю спецшколу ВВС. Закончил её в 1949 году.
- В 1949 году поступил в Батайское военное авиационное училище им. А. К. Серова, которое закончил в 1952 году по первому разряду. По окончании училища был оставлен в училище для обучения инструкторов полётов на реактивных истребителях.
- С 19 февраля 1953 года — лётчик, с 25 ноября 1953 года — старший лётчик, с 16 лекабря 1955 года — командир звена 412-го истребительно-авиационного полка (ИАП) 101 истребительно-авиационной дивизии (ИАД) войск ПВО Уральского военного округа.
- В 1953 году поступил, а в 1955 году закончил вечерний университет марксизма-ленинизма при военной части 64211.

С февраля 1954 года член КПСС.
- 1 сентября 1957 — 29 июня 1961 года — слушатель Военно-воздушной академии на штурманском факультете.
- С 8 июля 1961 года — старший штурман-лётчик 777-го ИАП 24-й ИАД ПВО 11-й армии на Сахалине.

### Служба в отряде космонавтов
- В 1962 году прошёл медицинскую комиссию в Центральном Военном научно-исследовательском авиационном госпитале (ЦВНИАГ), 8 января 1963 года его кандидатура была одобрена на заседании Мандатной комиссии. Приказом Главкома ВВС № 14 от 10 января 1963 года был зачислен в ЦПК в качестве слушателя-космонавта.
- С января 1963 по январь 1965 года проходил общекосмическую подготовку (ОКП). Изучал системы и конструкцию кораблей «Восток» и «Восход». С 23 января 1965 года после сдачи экзаменов по ОКП космонавт 2 отряда (военные космические программы).
- В начале 1965 года прошёл переучивание на самолёт «МиГ-21» в Липецке.
- В сентябре 1966—1969 годах проходил подготовку в составе группы космонавтов по программе «Алмаз».
- С 30 апреля 1969 года — командир отряда космонавтов 2-го отдела 1-го управления.
- В ноябре 1969 — июле 1971 года проходил подготовку по программе по программе «Контакт» (испытание системы стыковки лунных кораблей на околоземной орбите) в качестве командира экипажа «активного» корабля «Союз» сначала вместе с Виктором Пацаевым, затем с Николаем Рукавишниковым, а с августа 1970 — с Валерием Яздовским в качестве 2-го экипажа (основным считался экипаж А. Филипченко—Г. Гречко. Полёт по данной программе был отменён.
- В 1971—1973 годах вновь готовился в группе по программе «Алмаз».
- С 11 апреля 1973 года — заместитель начальника 4-го отдела (программа «Спираль») 1-го управления, инструктор-космонавт-испытатель.
- В мае—декабре 1973 года проходил подготовку в качестве командира основного экипажа КК «Союз-13» по астрофизической программе «Орион» вместе с В. А. Яздовским.
- 7 декабря 1973 года, за несколько дней до полёта, назначенного на 18 декабря, уже на космодроме Байконур, решением Госкомиссии основной экипаж (Л. И. Воробьёв—В. А. Яздовский) был заменён на дублирующий (П. И. Климук—В. В. Лебедев) из-за «излишней прямолинейности командира и принципиальности бортинженера» (из заключения Госкомиссии)[1]. По неофициальной версии, имел место личностный конфликт и психологическая несовместимость командира и бортинженера[2], после чего для всех советских экипажей проводились углублённые исследования на совместимость.

«Каждый из них добросовестно относился к тренировкам, но когда этих людей свели в один экипаж, их сильные стороны перешли в амбиции, которые стали мешать их совместной работе. Они пошли по пути „перетягивания каната“, выясняя, кто важнее в экипаже, и не считаясь с мнением друг друга. К сожалению, у них не хватило понимания того, что их будут оценивать не по отдельности, а как экипаж. Им выпала трудная доля: они так и не слетали в космос, и то, что им пришлось пережить, — это очень тяжелое испытание…»
— Лебедев, Валентин Витальевич Моё измерение
- В 1974 году был назначен командиром основного экипажа первой экспедиции на орбитальную станцию «Салют-4» вместе с Валерием Рюминым, но к подготовке приступить не успел.
- 28 июня 1974 года приказом Главкома ВВС отчислен из отряда космонавтов по состоянию здоровья.

### Последующая деятельность
- С 28 июня 1974 года — ведущий инженер-испытатель 2-го отделения 5-го отдела, а с 8 июня 1976 года — начальник 5-го отдела 2-го управления ЦПК (отдел систем жизнеобеспечения и спасения космонавтов).
- С 9 октября 1986 года — начальник 25-го отдела 2-го управления.
- 11 ноября 1986 года уволен с действительной службы в запас.

Умер после тяжёлой и продолжительной болезни. Похоронен 15 мая на гарнизонном кладбище в Монино рядом с супругой.

## Воинские звания
- 25 декабря 1952 года — лейтенант.
- 27 декабря 1954 года — старший лейтенант.
- 22 февраля 1957 года — капитан.
- 22 февраля 1961 года — майор.
- 30 января 1965 года — подполковник.
- 19 сентября 1973 года — полковник.
- С 11 ноября 1986 года — полковник запаса.

## Классность и достижения
- 6 февраля 1956 года — военный лётчик 2-го класса.
- 29 мая 1963 года — военный лётчик 1-го класса.
- 24 декабря 1964 года — инструктор парашютно-десантной подготовки (105 прыжков)
- 1-й разряд по парашютному спорту.

## Государственные награды
- Орден Красной Звезды (8 февраля 1982 г.)
- 9 юбилейных медалей